# Sick of It All
Sick of It All est un groupe de punk hardcore américain, originaire du Queens, à New York. Formé dans les années 1980, le groupe publie son premier album en 1987 et continuent toujours d'en sortir et de tourner. Actuellement, six albums sont sortis plus quelques performances scéniques. Ils sont considérés depuis deux décennies comme les rois du NYHC, grâce à leurs textes tranchants et à leur partie instrumentale explosive (notamment une utilisation rare d'overdrive sur la basse).

## Biographie

### Débuts (1986–1992)

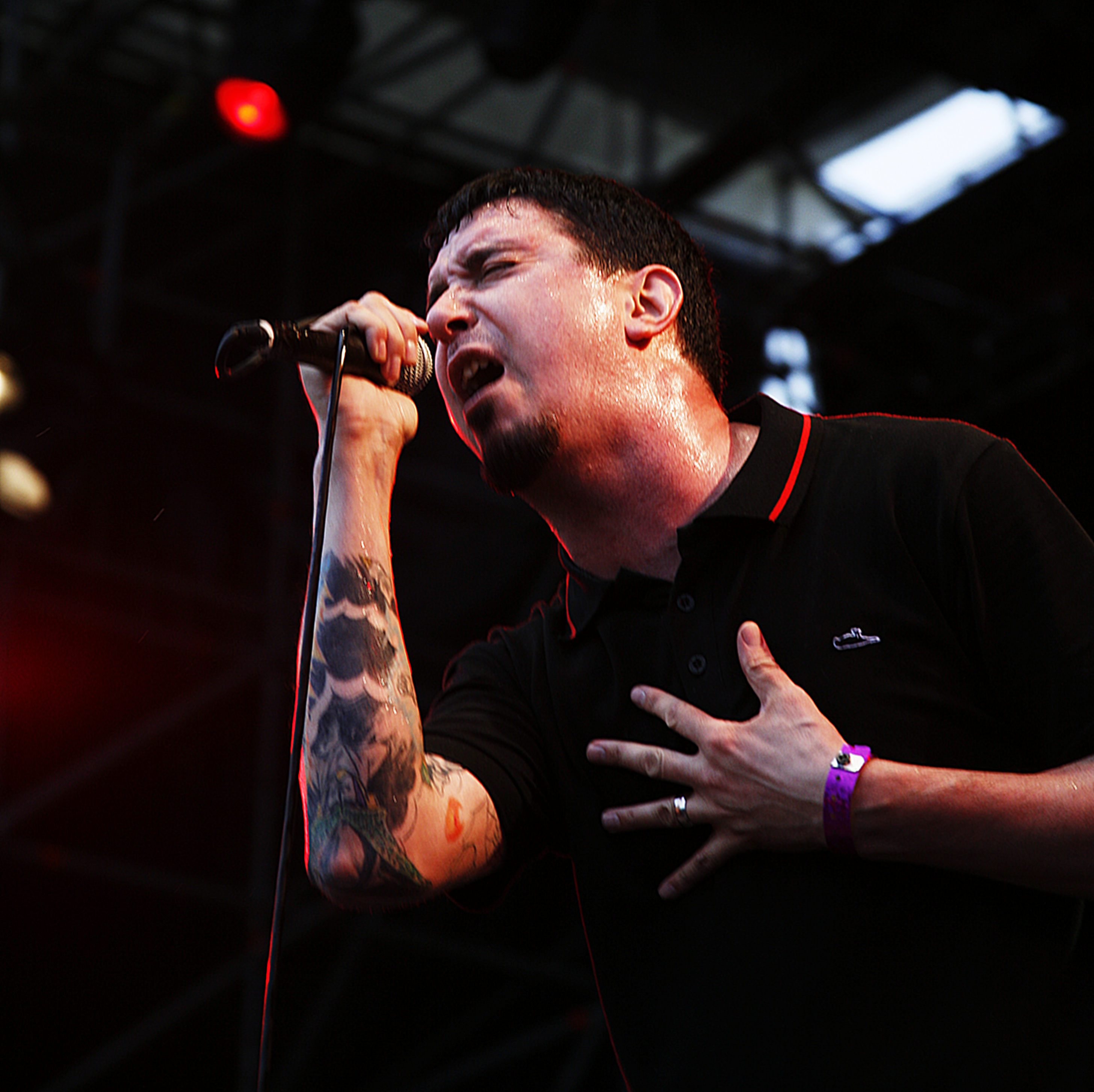
Lou Koller.

Formé début 1986,,, Sick of It All commence à New York chez les parents des frères Koller avant de devenir un des groupes piliers du mouvement hardcore new-yorkais.
Composé originellement des deux frères Koller, Lou Koller au chant, Pete Koller à la guitare, ainsi que de Rich Cipriano à la basse et d'Armand Majidi à la batterie, Sick of It All joue un hardcore proche de ses racines, sans compromis.
En 1987, sort un album de 9 pistes sur label indépendant Revelation Records. Après avoir joué dans de nombreux clubs new-yorkais dont le célèbre CBGB, le groupe se crée une notoriété importante et enregistre son premier album, Blood Sweat and No Tears, en 1989, avec 19 chansons puissantes et rapides. Ils feront ensuite leur première tournée nationale. Majidi devant travailler avec Rest In Pieces sur de nouveaux morceaux laisse sa place à Max Capshaw. Il est de retour pour enregistrer l'EP We Stand Alone, en 1991 sur le label Relativity Records. Ni Majidi, ni Cipriano ne joueront avec les frères Koller après l'enregistrement de cet album pour la tournée. Ils furent remplacés par E.K. à la batterie et Eddie Coen à la basse.
Sick of It All enregistre alors Just Look Around en 1992 sur Relativity Records, avec la formation originale. Cipriano quitte définitivement Sick of It All avant leur tournée internationale en Europe et au Japon. Craig Setari bassiste dans Agnostic Front prend sa place, ce qui revitalise le groupe, ainsi que la scène new-yorkaise. Il signe ensuite un contrat sur le label Eastweast Records pour l'enregistrement en 1994 de Scratch the Surface, faisant face aux reproches des fans sur leur « commercialisation ».

### Popularisation (1993–1997)

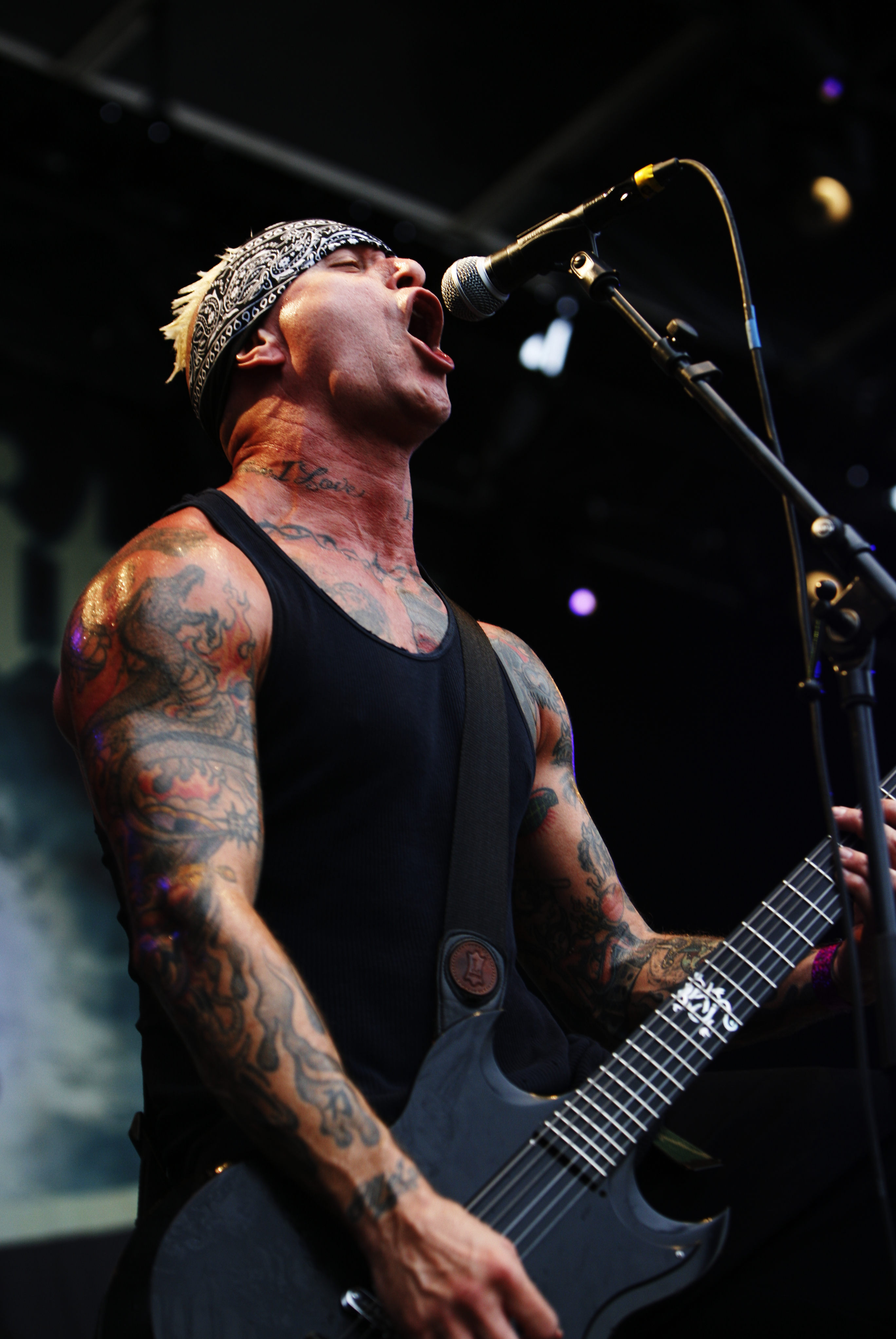
Pete Koller.

En 1995, deux réalisations voient le jour sur le label Lost and Found. Un live est intitulé Live in a World Full of Hate, et une collection d'enregistrements intitulée Spreading the Hardcore Reality, qui fait le lien entre l'enregistrement de Scratch the Surface et de Built to Last, ce dernier enregistré sur Elektra. Pendant ce temps, Sick of It All continue de tourner intensivement dans le centre et dans le Sud des États-Unis.
Sick of It All souffre des associations qui ont été faites entre eux et la violence. Les combats fréquents de leurs fans en concert a donné au groupe une image négative dont ils ont eu du mal à se séparer. Au début des années 1990, Wayne Lo, un étudiant du Massachusetts, tue et blesse certains de ses compagnons de classe, arborant un t-shirt du groupe. Sick of It All se défend alors en se concentrant sur la musique.

### Période Fat Wreck Chords (1998–2004)
Il signe en 1999 au label indépendant Fat Wreck Chords, pour la sortie des albums Potential for a Fall et Call to Arms. Après la sortie du single Potential for a Fall, pour lequel une vidéo est tournée, Call To Arms est publié en février 1999. L'album qui suit, Yours Truly, est moins bien accueilli. Malgré la présence de chansons live comme Blown Away, The Bland Within, District et America, certains fans sont confus par les éléments progressif ; lors d'une interview, Lou Koller blâme la couverture de l'album pour son mauvais accueil.
En 2001, Sick of It All publie la cassette Sick of It All: The Story So Far et, un an plus tard, un enregistrement de Live in a Dive chez Fat Wreck Chords. En 2003, Sick of It All est de retour avec Life on the Ropes.

### Death to Tyrants(2005–2007)
En 2006, Sick of It All revient en force avec leur meilleur album depuis Scratch The Surface, le bien nommé Death to Tyrants qui s'attaque à tous les tyrans et présidents véreux de la planète. Au printemps 2007, un tribute à Sick of It All voit le jour pour rendre hommage aux 20 ans de carrière du groupe, avec des reprises de toutes les époques Sick of It All, notamment par Sepultura, Hatebreed, Most Precious Blood, Walls of Jericho, Bane, Pennywise…

### Based on a True Story(2008–2013)
Avril 2010 voit un nouvel album de Sick of It All dans les bacs : Based On A True Story. Un album un peu plus personnel que le précédent qui évoque notamment les beaux jours du CBGB's (A Month Of Sundays) ou leurs vieilles amitiés et les différents chemins qu'ils ont pris (Lifeline, Death or Jail, The Divide).

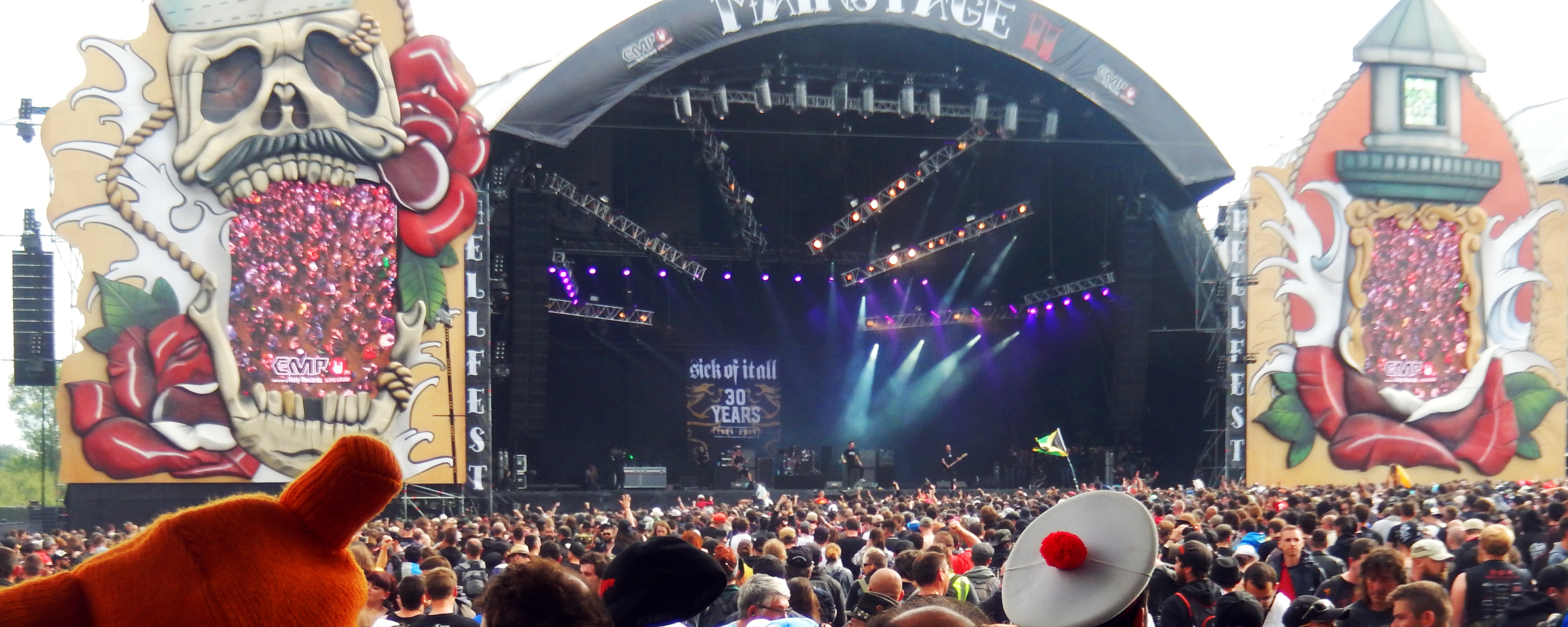
Sick of It All au Hellfest 2016

En 2011, pour fêter leurs 25 années de carrière, le groupe réenregistre 20 de leurs meilleurs titres (principalement du 1er album), et les compilent sur l'album Non Stop, sorti le 1er novembre. En novembre 2011, Lou Koller indique l'écriture d'une suite intitulée Based on a True Story

### Last Act of Defiance(depuis 2014)
Leur nouvel album, Last Act of Defiance, est publié le 30 septembre 2014.
Sick of It All tourne au Royaume-Uni et en Irlande entre janvier et février 2015. Sick of It All passe 2016 à célébrer son trentième anniversaire avec une tournée mondiale. En parallèle à la célébration, un EP comprenant de nouvelles chansons, When the Smoke Clears, est publié le 4 novembre 2016.

## Membres

### Membres actuels
- Lou Koller – chant (depuis 1986)
- Pete Koller – guitare, chœurs (depuis 1986)
- Armand Majidi – batterie (1986–1989, depuis 1992)
- Craig Setari – basse, chœurs (depuis 1992)

### Anciens membres
- Rich Cipriano – basse (1986–1992)
- Max Capshaw – batterie (1989–1991)
- Eric Komst – batterie (1991–1992)

## Discographie

### Albums
- Blood Sweat and no Tears (1988)
- Just Look Around (1992)
- Scratch the Surface (1994)
- Built to Last (1997)
- Call to Arms (1999)
- Yours Truly (2000)
- Life on the Ropes (2003)
- Death to Tyrants (2006)
- Based on a True Story (2010)
- Non Stop (2011)
- Last Act of Defiance (2014)
- Wake the Sleeping Dragon (2018)

### EP
- Sick of It All (1987)
- We Stand Alone (1991)
- When the Smoke Clears (2016)

### Singles
- Potential for a Fall (1998)
- Relentless (2004)

### Album live
- Live in a World Full of Hate (1995)
- Live in a Dive (2002)

### Compilation
- Spreading the Hardcore Reality (1995)
- Outtakes for the Outcast (2004)

### Vidéo
- The Story so Far (2001)